# 南溪长江大桥
南溪长江大桥是中国四川省宜宾市南溪区跨越长江的一座悬索桥，作为 成渝环线高速的过江通道之一，主跨达820（2,690英尺），是四川最长的悬索桥，造价为6.6亿人民币。